# Египан
Египан (грч. Αιγίπαν) је у грчкој митологији било божанство, један од Панова.

## Митологија
Имао је козје ноге налик Пану. Неки аутори су сматрали да је он иста личност као и Пан, док су их други раздвајали. Када је богове напао монструозни Тифон, сви су се сакрили претворивши се у разне животиње, па се тако Египан претворио у јарца са репом рибе, како га је Ератостен и замишљао. Прича о њему је иначе каснијег датума. Тифон се показао као достојан противник и иако га је Зевс ранио, успео је да преотме челични срп и њиме му одсекао тетиве на рукама и ногама. Тако је заробио Зевса, везао га и однео у пећину Корикион, на Киликији, а његове тетиве је поверио на чување аждаји Делфини. Међутим, Хермес и Египан су успели да се домогну тетива и врате их Зевсу, који је поново напао Тифона. Зевс га је наградио сместивши га међу звезде у сазвежђе Јарца. Египанов отац је био Зевс, а мајка му је према Хигину била Бетида или Екс (или Ега, Панова супруга), или коза. Као његов отац се помиње и Хермес. Неки извори помињу два Египана; један је био Панов и Ексин син, који је био одгајан заједно са Зевсом (јер је Екс иначе била Зевсова дадиља), који је касније Зевсу вратио тетиве, а други је био Зевсов и Бетидин син.
Према Плутарху, у римској митологији, Египан је било друго Силваново име, а рођен је из инцестуозне везе Валерије из Тускула и њеног оца Валерија.

## Уметност
Иако је поистовећиван са Паном, на најмање једној атинској вази је приказан заједно са овим божанством, а обојица су били пратиоци бога Диониса. На римском мозаику који се чува у музеју у Риму, приказан је као „морски“ јарац кога јаше бог Ерос.